# 西野順治郎
西野 順治郎（にしの じゅんじろう、1917年（大正6年）8月9日 - 2001年（平成13年）3月5日）は、日本の外交官、実業家、教育者。初代在泰日協会学校理事長、元タイ・トーメン社長・会長。

## 経歴
大阪府泉南市で生まれる。
6歳の頃に姉を亡くしたが、1937年（昭和12年）、横浜専門学校(現・神奈川大学）に進学。刑法担当の林頼三郎をはじめ、国際法の横田喜三郎、経済学の中山伊知郎、 会計学の太田哲三、商工経営の美濃部亮吉、産業能率の上野陽一、商業数学の久武雅夫、英語のジョン・オーエン・ガントレット、 学監米田吉盛、倫理学の朝比奈宗源、英語の江本茂夫らの指導を受ける。
在学中に外務省留学生試験に合格し、タマサート大学法学部に国費で留学した。
1940年（昭和15年）、在タイ日本国大使館、在チェンマイ日本領事館に副領事として赴任し、1945年まで勤務した。1946年に帰国。外務省および通商産業省に勤める。
1951年（昭和26年）、外務省を退官して東洋綿花株式会社（後トーメン、現・豊田通商）に入社した。
タイで1969年に発表されて大ヒットした小説『Khu Kam（運命の人）』を、『メナムの残照』の題で翻訳した。
1986年（昭和61年）7月1日に泰日協会学校初代理事長に就任する。
タイ・トーメン社社長、会長、相談役を経て1991年（平成3年）、に退職する。同年ティレキー・アンド・ギビン法律事務所上級顧問就任。

## 公職
タイ国日本人会長、バンコク日本人商工会議所理事、バンコク日本人学校理事長、泰日協会副会長、ロータリークラブ会長、タマサート大学東アジア研究所理事、大阪日泰貿易協会常務理事等。

## 叙勲等
- 勲三等タイ王冠勲章（1983年）
- 勲三等瑞宝章（1987年）

## 主な著作書籍
- 『自由シャムの横顔』船形書院、1948年
- 『メナムの残照』角川書店《角川文庫》、1978年
- 『日タイ四百年史』時事通信社、1984年
- 『タイの大地と共に-星霜移り変わる半世紀』日経事業出版社、1996年